# 이광필 (가수)
이광필(李光弼, 1962년 5월 13일 ~ )은 대한민국의 가수 겸 기업가이다.

## 주요 이력
1984년 언더그라운드 라이브 클럽에서 가수 첫 데뷔하였다. 딸은 가수 겸 배우 이나비(본명:이은혜)이다. 영국과 미국에서 마케팅학을 전공했다. 2004년에 한국 해외입양인을 위한 앨범 백야를 발표하여 해외입양인 문제를 사회이슈화시켰다.. 2008년 한국 납북자가족협회의 홍보대사로 활동하고 있다.

## 학력
- 서울서교초등학교 (졸업)
- 광성중학교 (졸업)
- 숭문고등학교 (졸업)
- 뉴욕 대학교 (학사)
- 첼시 칼리지 오브 아츠 (학사)

## 경력
- 2007년 영화사 JJ 미디어 그룹 자문위원
- 2007년 민족문화예술진흥회 문화위원
- 2007년 해외입양인연대 후원회원
- 2007년 국제사면위원회 정회원
- 2007년 국가개혁총연합 자문위원
- 2007년 한국영화인회의 정회원
- 2007년 한국국악협회 정회원
- 2007년 광프라미스 회장
- 2007년 도덕국가건설연합 자문위원
- 2007년 대통령리더십연구소 이사
- 2007년 노블레스 인 코리아 (Noblesse In Korea) 등재
- 2008년 노블레스 후즈후 인 더 아시아 등재
- 2011년 한국예술종합전문학교 방송콘텐츠프로듀서학부 교수

## 홍보대사
- 2007년 사랑의 밥차 홍보대사
- 2007년 남북자가족협의회 홍보대사
- 2009년 대한경호무술협회 홍보대사
- 2010년 자살예방 홍보대사

## 사건과 관련 논란

### 하리수에 대한 형사 고발
2010년 이광필은, 하리수를 음란물 유포 혐의로 형사 고발 한다. 이는 트랜스젠더 사진전에 참가한 하리수의 사진이 음란하다- 라는 이유로 인하여 이루어졌다.

### 사건·사고
2013년 1월 24일 새벽에 괴한에게 피습을 당하는 사건이 일어났다.
2013년 7월 5일에는 반대로 폭행을 한 혐의로 불구속 입건됐다.

### 이슈 성향 관련 논란
2017년 박근혜 대통령 탄핵소식과 더불어 자살예고를 하였으나 그저 언론에 관심을 받고자하는 연예인으로 이슈화시켰다.